# Illa de la Porrassa
L'illa de sa Porrassa és un illot del litoral mallorquí situat davant la platja de Magaluf, al municipi de Calvià. No es troba gaire lluny de la costa, de manera que hom hi pot arribar nedant. Pren el nom de la possessió de la Porrassa. S'hi va explotar sal fins al 1960.

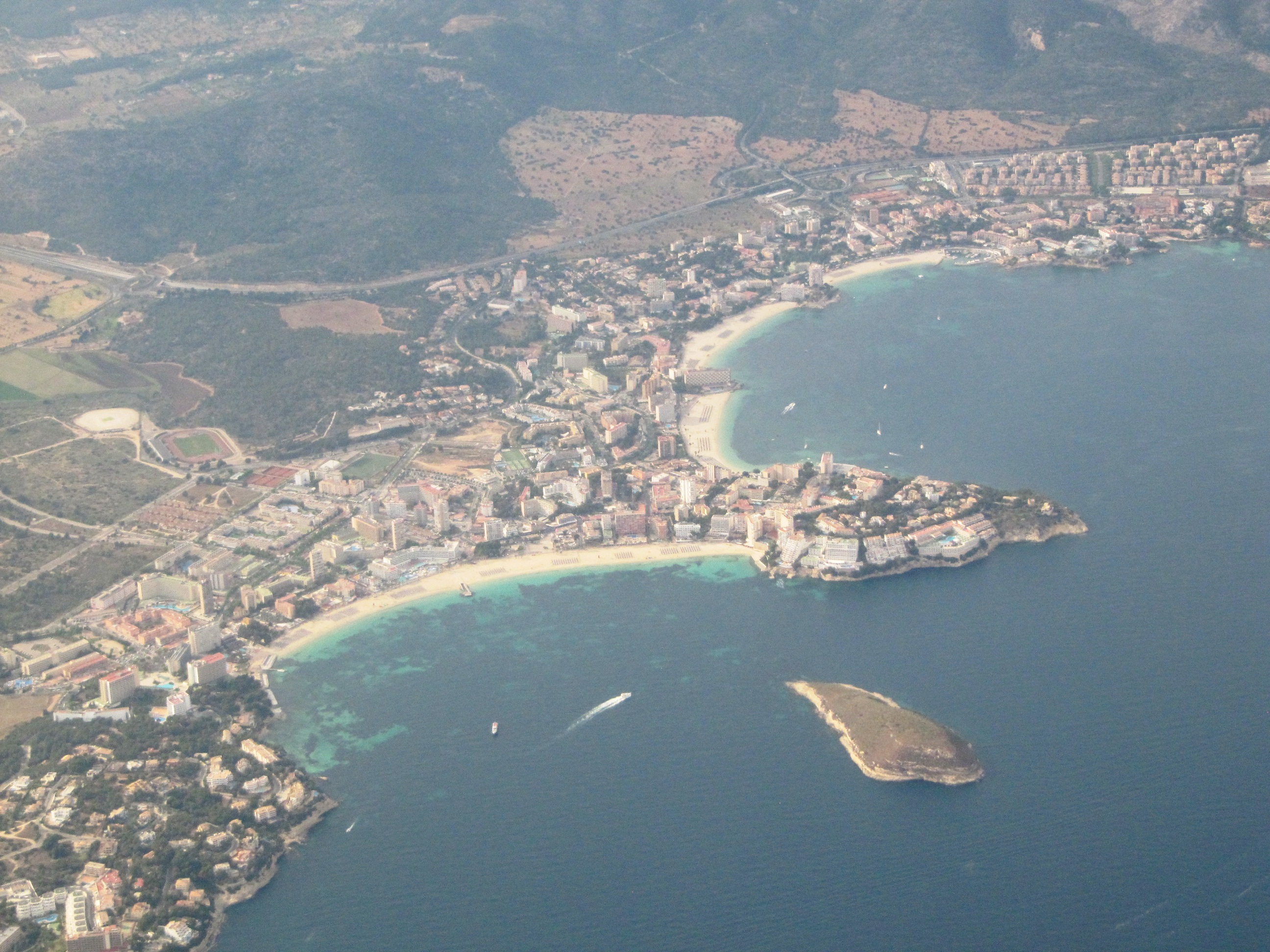
La Porrassa al costat de Magaluf
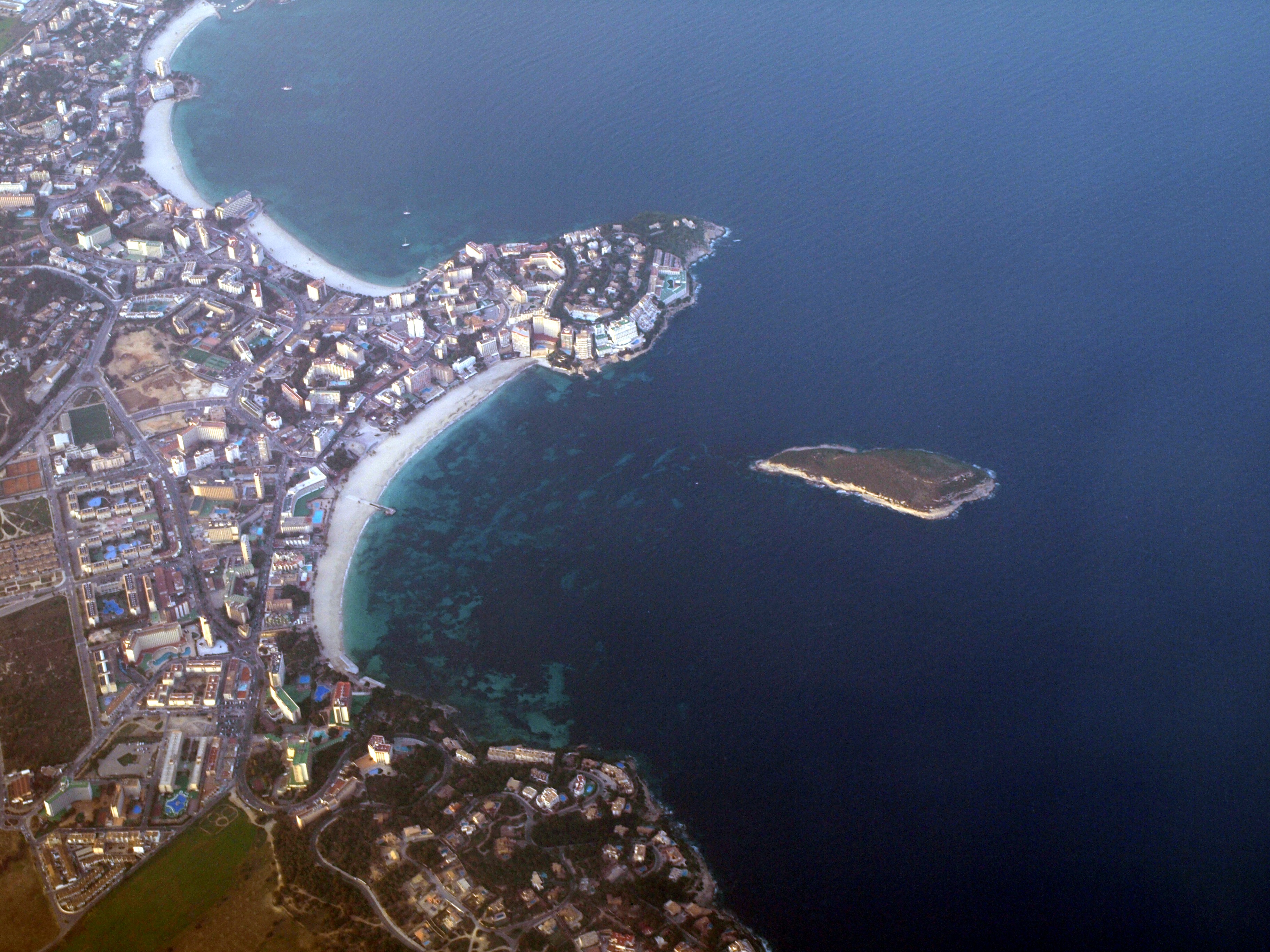
Vista aèria de la Porrassa i Magaluf